# Coeficient estequiomètric
Els coeficients estequiomètrics apareixen a les equacions químiques amb la finalitat de mantenir el compliment de la llei de conservació de la massa, la llei de les proporcions definides i mantenir el mateix nombre de cada tipus d'àtoms a reactius i a productes evitant la transmutació d'elements químics. Així si tenim una equació química com la següent:
els nombres sencers α, β, γ i δ són els coeficients estequiomètrics de les substàncies que intervenen a la reacció A, B, C i D. Quan intervenen en altres equacions, per exemple a la llei d'acció de masses, els coeficients estequiomètrics dels reactius són negatius (aquí serien -α i -β) i els dels productes positius (aquí γ i δ).
Si la lectura de l'equació química es fa considerant que es representen molècules, els coeficients estequiomètrics indiquen el nombre de molècules de cada tipus que participen en la reacció química. Si la lectura es fa considerant que es representen mols de les substàncies reaccionants els coeficients estequiomètrics representen el nombre de mols que intervenen en la reacció química. Per exemple:
tenim que reaccionen 3 molècules o mols d'hidrogen, H₂, amb 1 molècula o 1 mol de nitrogen, N₂ per donar-ne 2 molècules o 2 mols d'amoníac, NH₃.